# Klasztor Karmelitów w Bydgoszczy

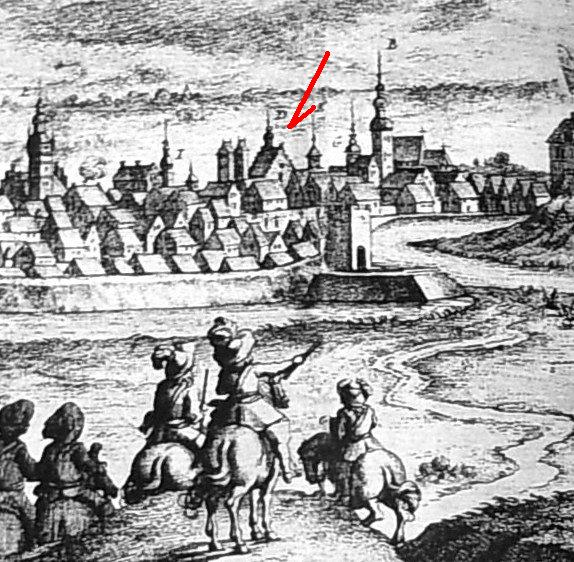
Kościół karmelitów pw. Najświętszej Maryi Panny (wskazany strzałką) na sztychu Bydgoszczy wykonanym przez Erika Dahlbergha w 1657 r. Na pierwszym planie Brama Kujawska, w tle Brama Gdańska, po lewej wieża ratuszowa, po prawej kościół Klarysek.

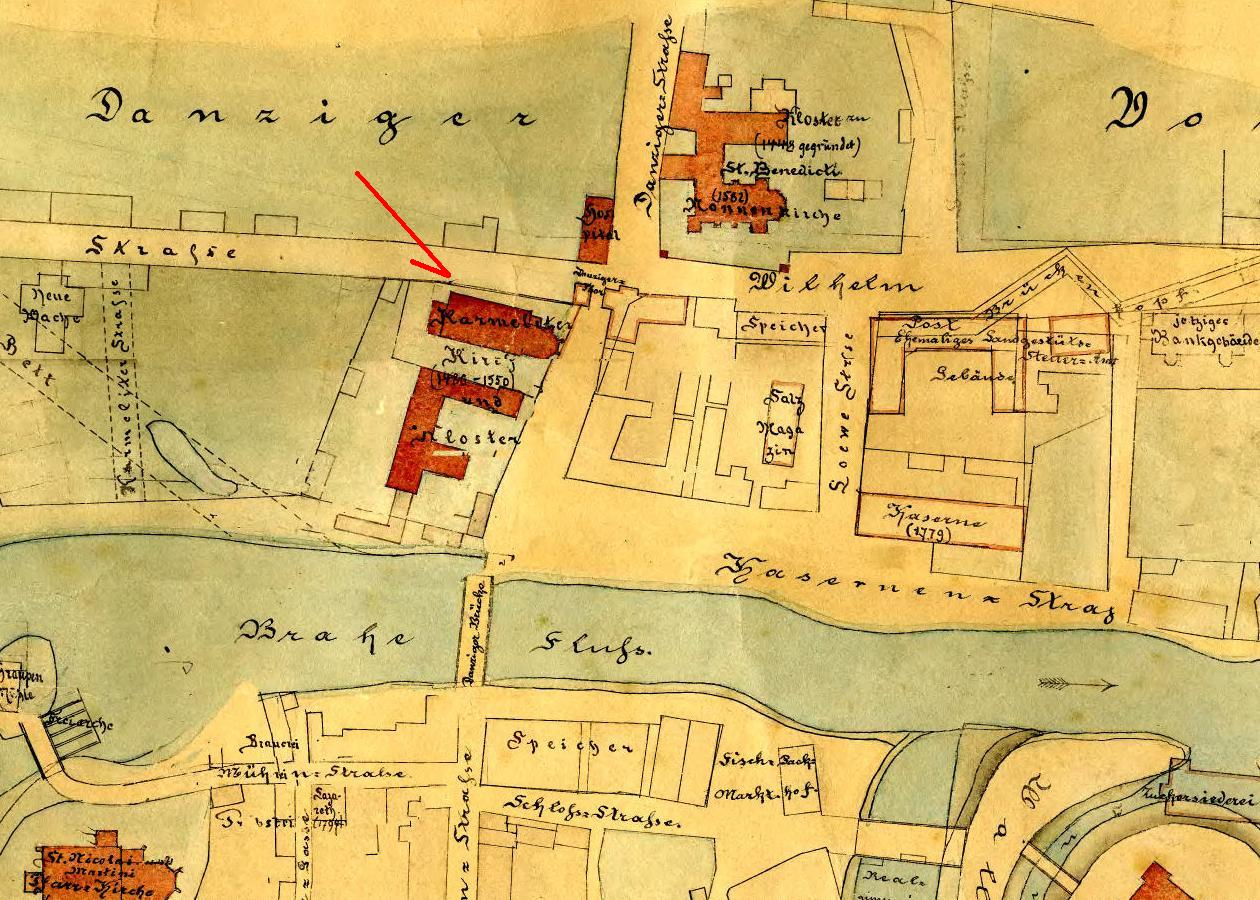
Plan klasztoru z XVI-XVIII w. – rekonstrukcja Gustawa Reicherta i Emila Schulza z 1890 r. Wskazany strzałką jest kościół karmelicki pw. Najświętszej Marii Panny. Na południe od niego znajdują się zabudowania klasztorne, z wieżą kościelną w jednym ze skrzydeł budynku. Na wschód od klasztoru znajdowały się ogrody i pola uprawne. W północnej części mapki znajduje się klasztor i kościół sióstr Klarysek, który powstał na początku XVII w.

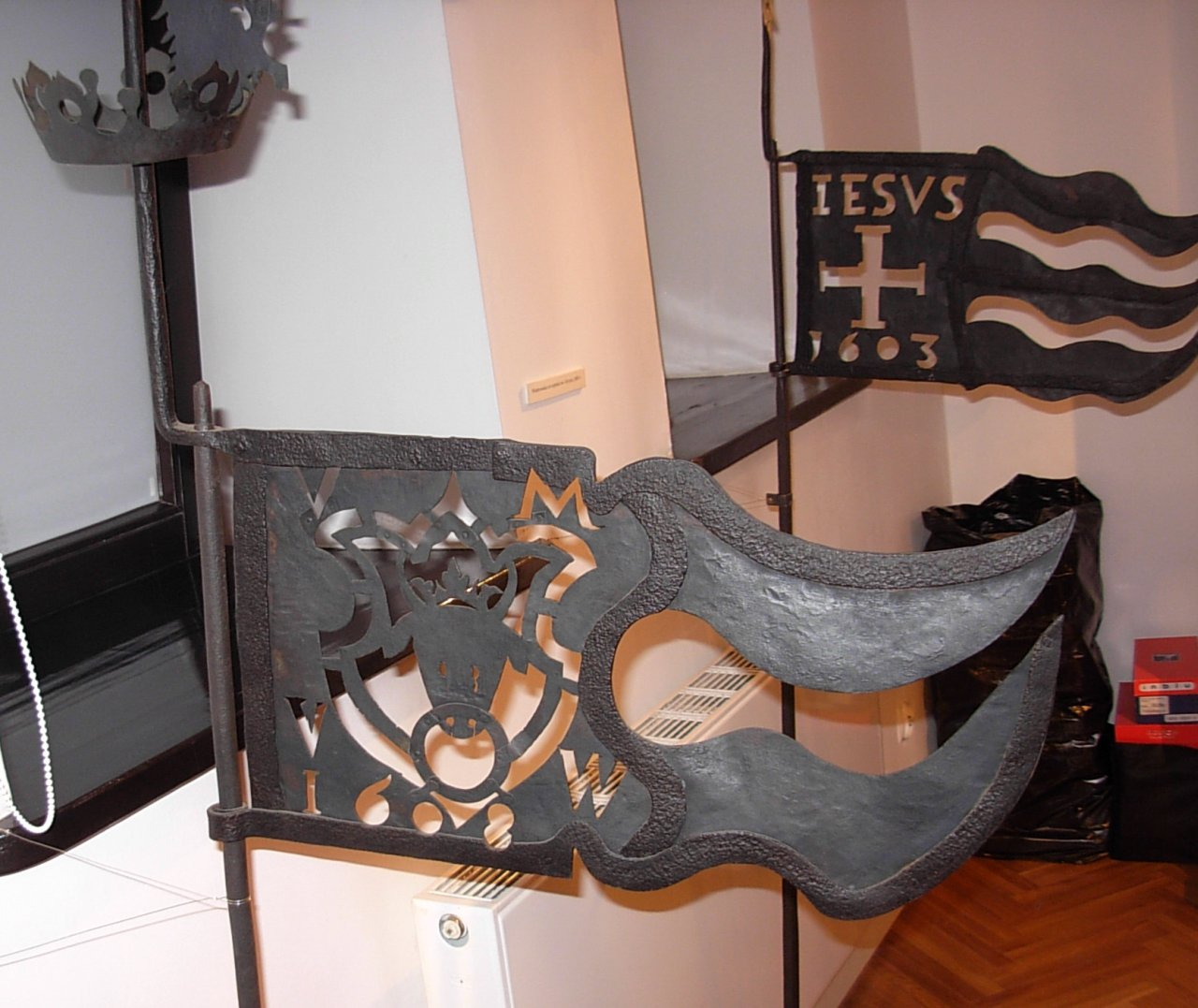
Zachowany wiatrowskaz z dzwonnicy kościoła karmelitów, z datą 1608 r., w zbiorach Muzeum Okręgowego w Bydgoszczy

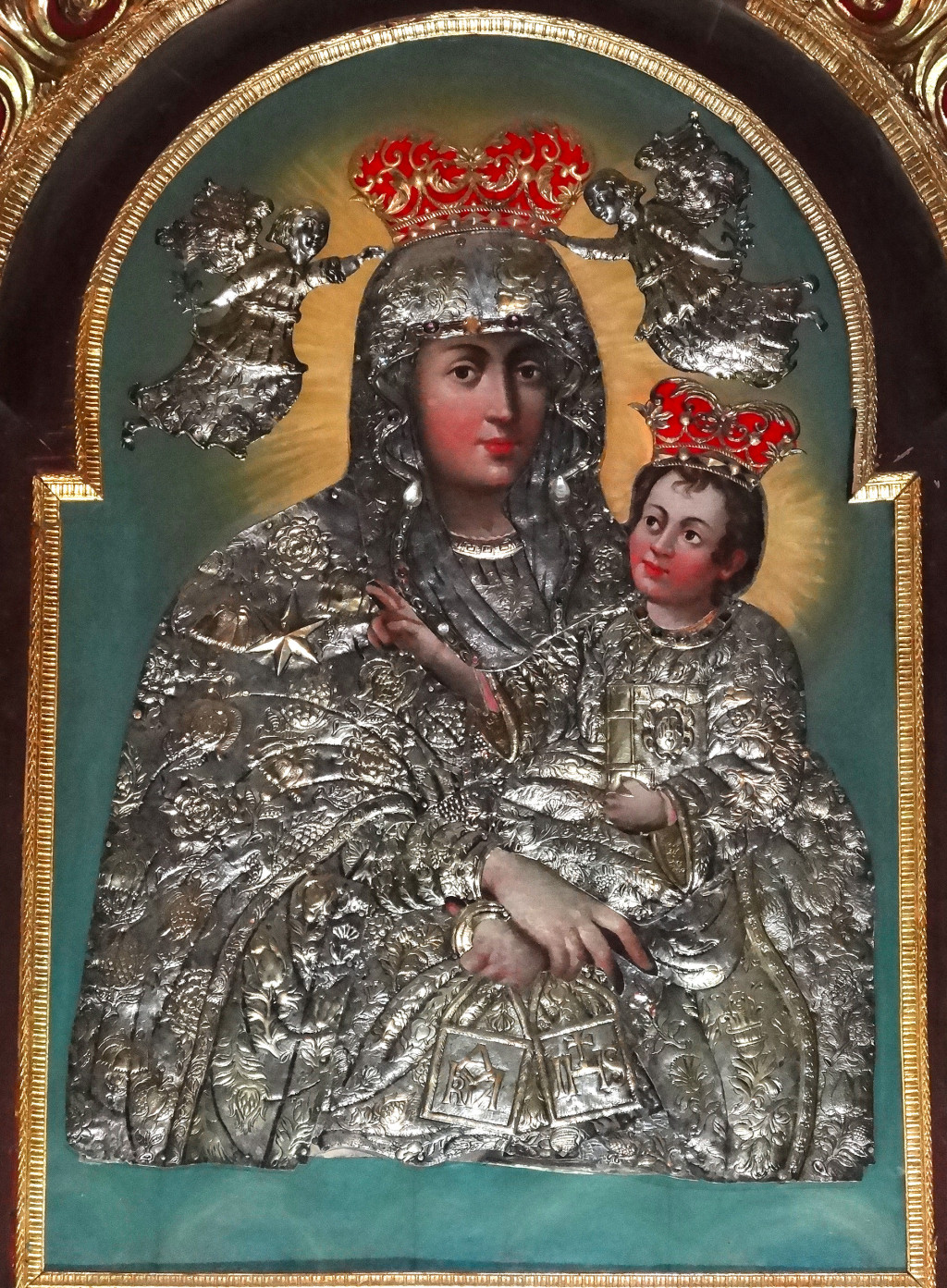
Obraz Matki Bożej Szkaplerznej z kościoła karmelitów, wykonany na przełomie XVII/XVIII wieku, od 1822 r. znajdujący się w bydgoskim kościele farnym

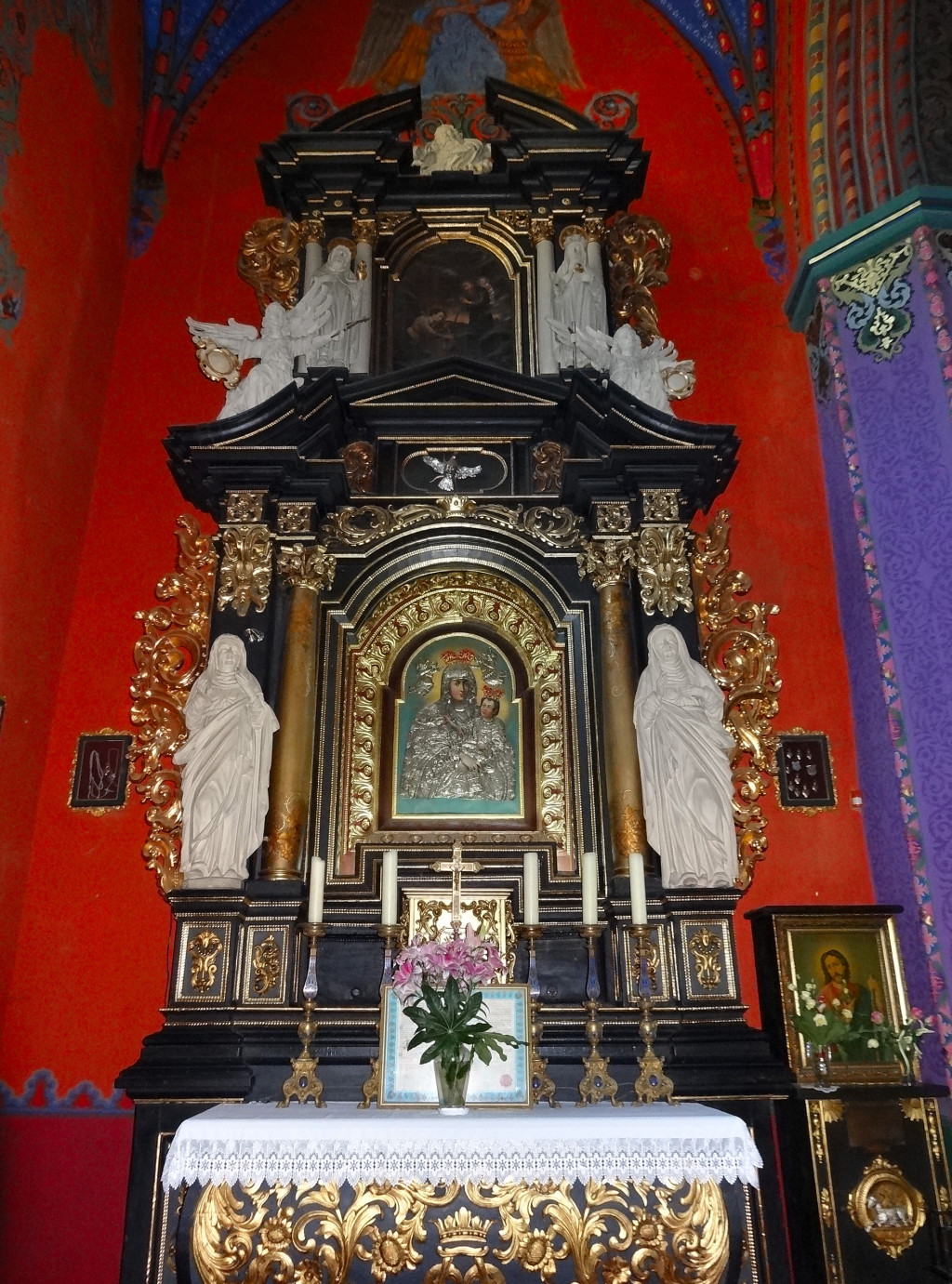
Ołtarz Matki Bożej Szkaplerznej z kościoła karmelitów (2. poł. XVII w.) z rzeźbami dwóch zakonnic, dwóch aniołów z kartuszami na belkowaniu i popiersiem Boga Ojca w zwieńczeniu. W polu środkowym łaskami słynący obraz Matki Bożej z Dzieciątkiem (ok. 1700 r.) w srebrnych, trybowanych sukienkach. W górnej kondygnacji obraz Małej Świętej Rodziny – Ucieczka do Egiptu (XVII/XVIII w.) i figury dwóch świętych.

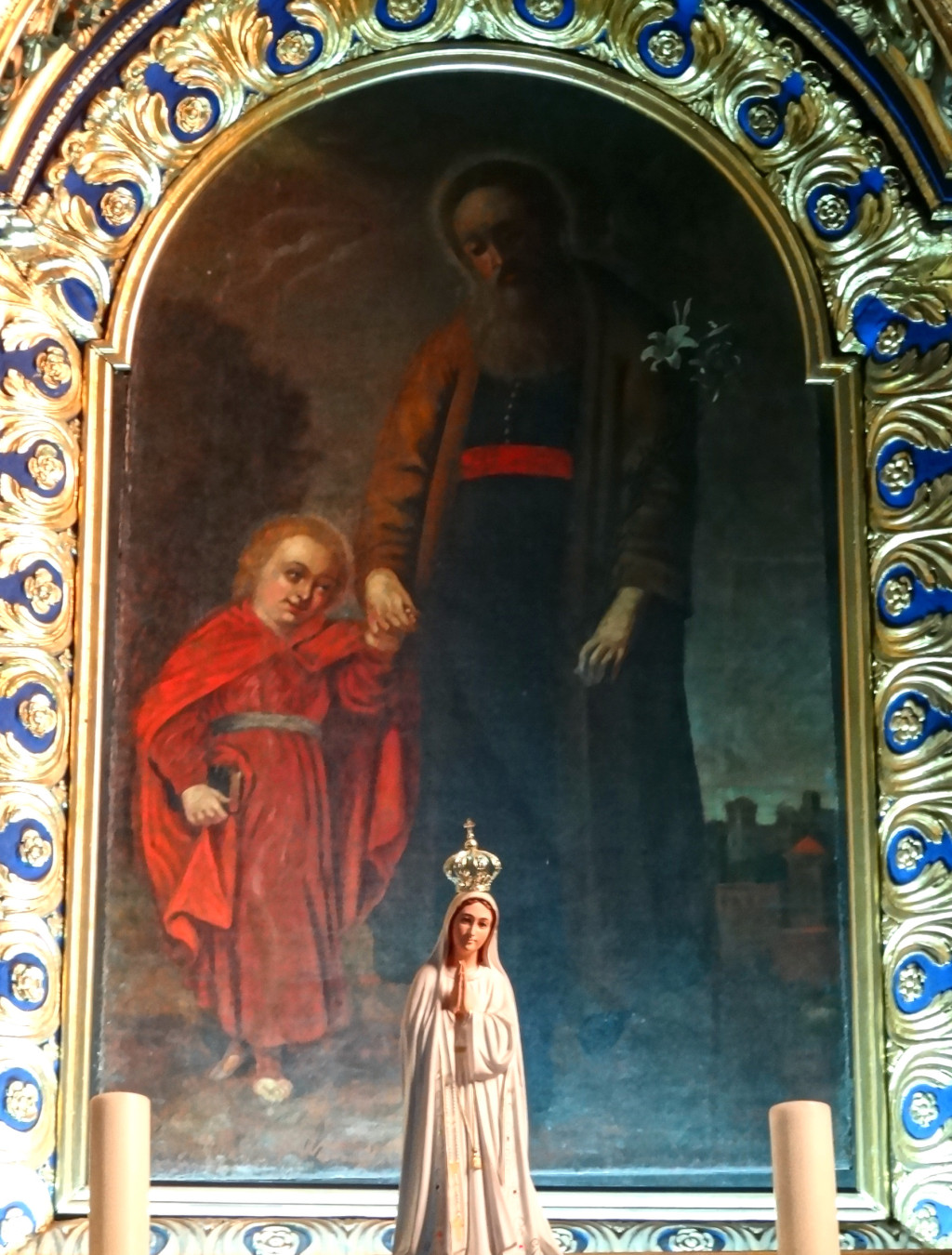
Fragment ołtarza z obrazem św. Józefa z młodocianym Chrystusem (2. poł. XVII w.) i Świętą Rodziną na zasuwie (początek XVII w.), z kościoła karmelitów. W 1822 r. przeniesiony do katedry bydgoskiej.

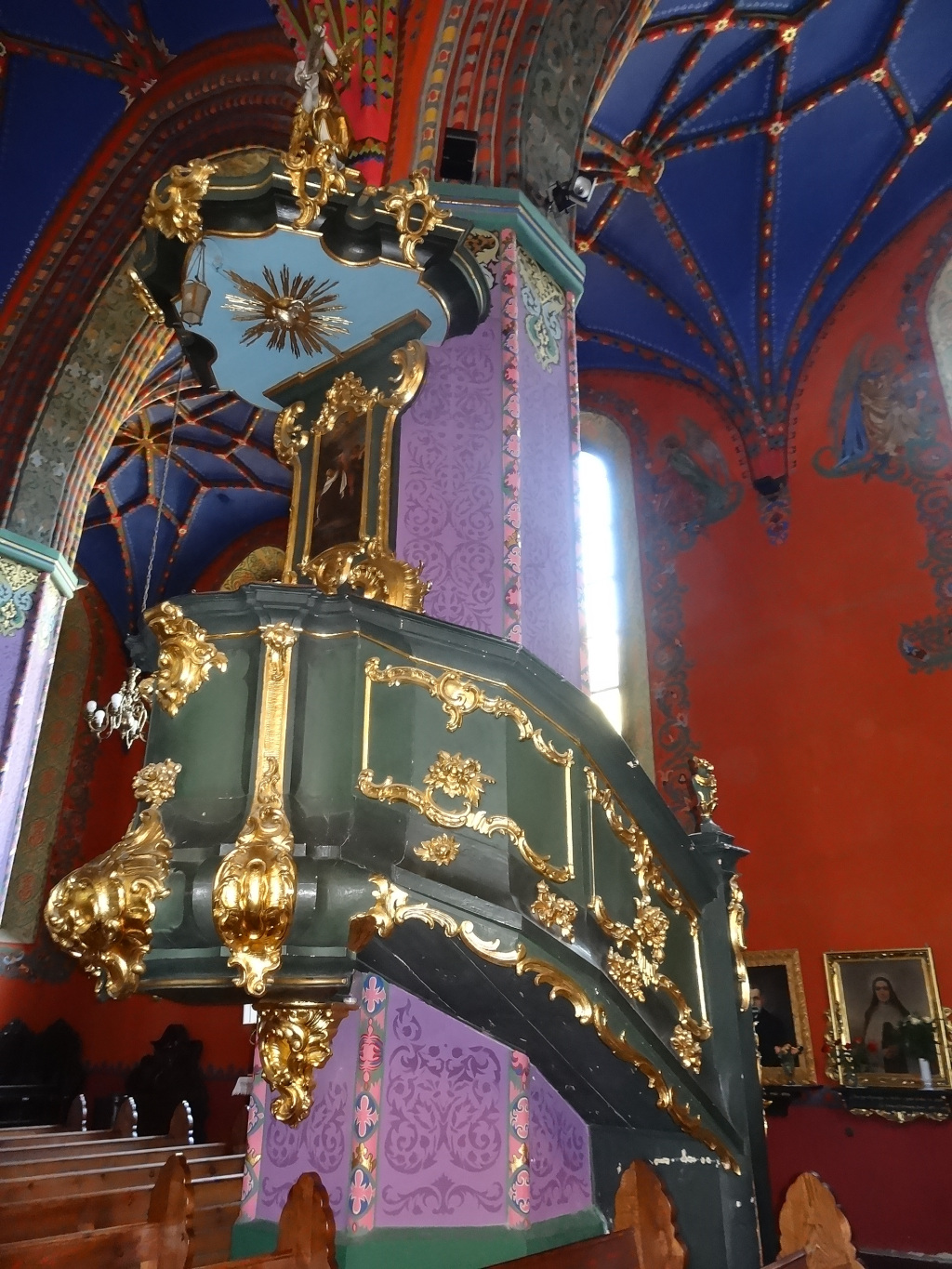
XVIII-wieczna, rokokowa ambona z wizerunkiem błog. Stanisława Bydgosty, pochodząca z kościoła karmelitów, od 1822 r. w katedrze bydgoskiej

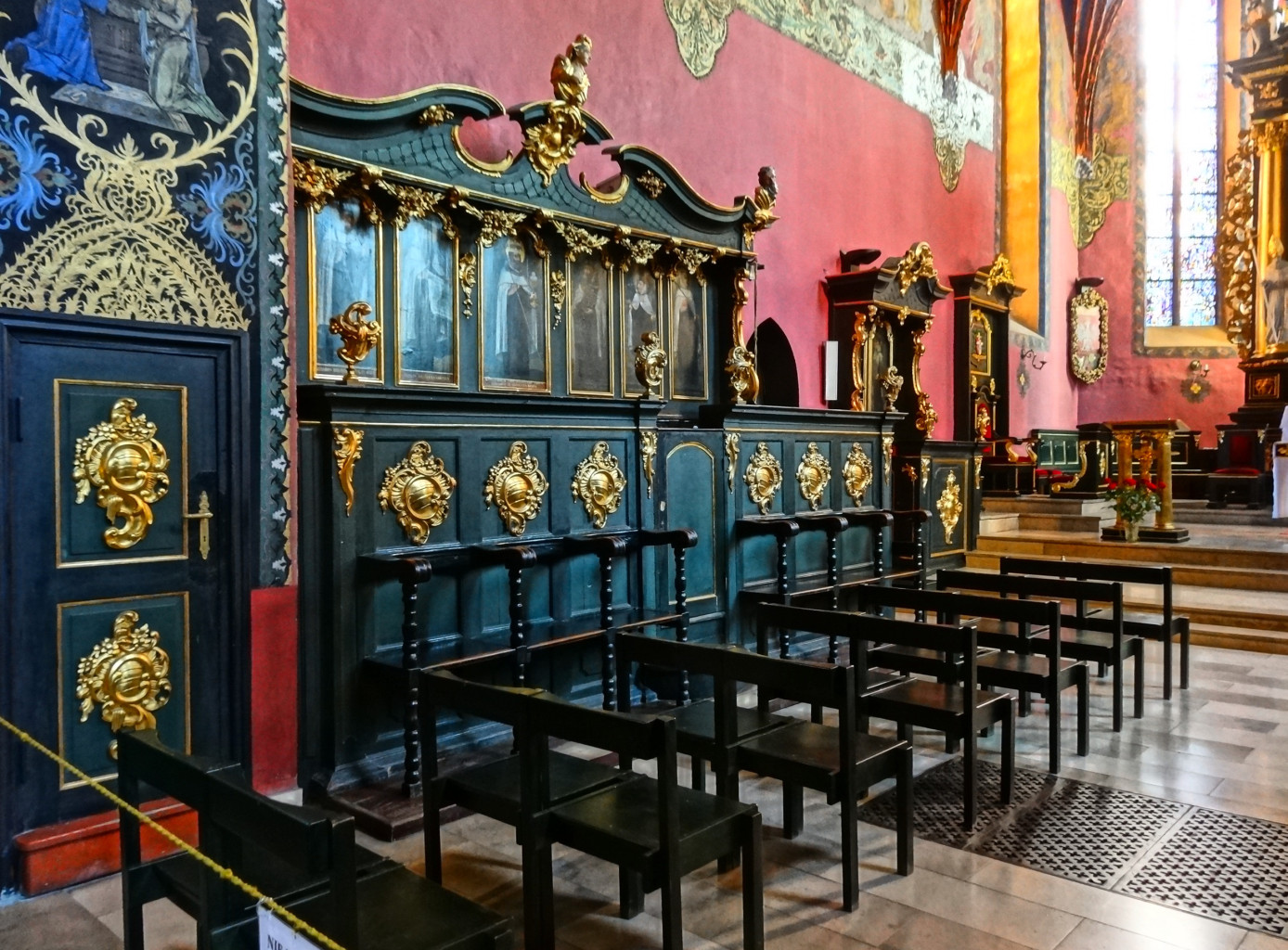
Polichromowane, rokokowe stalle siedmio- i dwudzielne (2. poł. XVIII w.), pochodzące z kościoła karmelitów, od 1822 r. w katedrze bydgoskiej; na zapieckach stalli malowane obrazy świętych i błogosławionych karmelitów

Klasztor Karmelitów w Bydgoszczy – konwent karmelitów w zakonnej prowincji niemieckiej, od 1441 czesko-polskiej, od 1536 r. prowincji polskiej, od 1728 r. prowincji wielkopolskiej, istniejący w latach 1398–1816 w Bydgoszczy. Do chwili obecnej nie zachowały się żadne zabudowania, ani kościelne, ani klasztorne. Jedynie część wyposażenia kościoła konwentualnego znajduje się obecnie we wnętrzach kilku świątyń, m.in. bydgoskiej katedry oraz kościoła karmelitów w Oborach.

## Historia

### Fundacja klasztoru
Klasztor karmelitów był najstarszym konwentem zakonnym osiadłym w Bydgoszczy. Karmelici przybyli do miasta najpóźniej w ostatnim dziesięcioleciu XIV wieku. Bydgoska fundacja należy do grupy najstarszych w Polsce i związana jest z królem Władysławem Jagiełłą.
Najstarszy klasztor na ziemiach polskich powstał w Gdańsku w latach 1380–1391 z fundacji wielkich mistrzów krzyżackich. W tym samym czasie, co w Bydgoszczy, karmelici osiedlili się w Krakowie i Poznaniu. Powstanie nowej fundacji wiąże się wedle tradycji z domniemanym pobytem wiosną 1397 r. królowej Jadwigi Andegaweńskiej w Bydgoszczy, podczas jej podróży po Kujawach. Według podania Królowa Jadwiga – wielka protektorka karmelitów miała zachęcić ich do osiedlenia się w Bydgoszczy oraz wydać stosowne zezwolenie. Przedsięwzięcie przez nią podjęte, kontynuował po jej śmierci małżonek Władysław Jagiełło.
Dokładna data przybycia karmelitów do Bydgoszczy nie jest znana. Pierwsza wzmianka pochodzi z 2 listopada 1398 roku. Opisano wówczas jako istniejący: kościół klasztorny wraz z kryptą grzebalną i salę kapitulną („stuba”). Na kapitułach karmelitańskiej prowincji czesko-polskiej przeorowie konwentów zajmowali miejsca zgodnie z kolejnością ich powstania. Pierwszy zasiadał zawsze przeor gdański, następnie krakowski i bydgoski, po nim poznański i przeorowie klasztorów założonych w XV wieku. Jest to dodatkowa wskazówka, która pozwala przyjąć hipotezę, że bydgoski Karmel swymi początkami sięga 1396–1397 r.
Fundację bydgoską zatwierdził 5 stycznia 1401 roku papież Bonifacy IX. W dokumencie opisano okoliczności powstania klasztoru oraz jego istniejący już dorobek. Z relacji bydgoskich zakonników wynikało, że klasztor leży poza murami miasta, posiada własny kościół, dzwonnicę, cmentarz oraz budynki mieszkalne i gospodarcze. Konwent karmelitów został zlokalizowany na północnym brzegu Brdy w pobliżu strzeżonego mostu. Znajdował się na terenie dzisiejszego skweru przy placu Teatralnym, a jego posiadłości ciągnęły się wzdłuż ul. Focha, aż do Brdy. Cały obszar przylegający do posiadłości klasztornych nosił nazwę Przedmieścia Karmelickiego. Tuż za mostem stanęły budynki klasztorne i kościół pod wezwaniem Najświętszej Marii Panny. Za nimi ciągnął się obszerny ogród klasztorny. W XV-XVII wieku naprzeciwko klasztoru znajdował się zbudowany z muru pruskiego spichlerz miejski. Między klasztorem a spichlerzem wiodła droga do Myślęcinka, zamknięta Bramą Gdańską – jedyną bramą miejską Bydgoszczy położoną na lewym brzegu Brdy.

### Uposażenie klasztoru
U podstaw uposażenia konwentu bydgoskiego legła donacja króla Władysława Jagiełły, który zlecił staroście bydgoskiemu Tomaszowi z Węgleszyna budowę klasztoru.
Już w 1408 r. przeznaczył on klasztorowi pewne dochody. Były wśród nich m.in. dziesięcina z młyna wodnego położonego naprzeciw kościoła farnego, połowa z dziesięcin cła wodnego oraz śluzne. Zakonnicy otrzymali prawo łowienia ryb (z wyjątkiem łososi i jesiotrów) w rzekach królewskich, m.in. w Brdzie oraz ścinania i zbierania drzewa w lasach królewskich. W 1413 r. kolejny starosta bydgoski Janusz Brzozogłowy nadał klasztorowi młyn we wsi Jachcice, zaś w 1494 r. Andrzej Kościelecki starosta bydgoski, nadał konwentowi połowę wsi Jachcice.
Przywileje nadane karmelitom bydgoskim przez starostów były wielokrotnie potwierdzane później królów polskich, np. Zygmunta Starego w 1546 r., Stefana Batorego, Zygmunta III Wazę w 1598 r., Jana Kazimierza w 1657 r., Michała Korybuta Wiśniowieckiego w 1669 r. i Jana III Sobieskiego w 1676 r.
Zakonnicy otrzymywali również dary od osób prywatnych. Pierwsze ze znanych nadań na rzecz klasztoru pochodzi z 20 stycznia 1399 r. Zakonnicy otrzymali wtedy ogród od Mikołaja Szeblonisa i jego matki Małgorzaty, mieszczan bydgoskich. Natomiast w XV wieku Jan Samsiecki sprzedał klasztorowi trzy włóki ziemi za 24 grzywny z tym zastrzeżeniem, że przeor Jan Marcin otrzymywać będzie od niego co roku czynsz w zamian za plony. Po spłaceniu przez sprzedawcę 24 grzywien ziemia miała do niego wrócić. Karmelici byli również w posiadaniu nieruchomości między klasztorem bernardynów a ogrodem kościoła jezuitów.
W ciągu kilkuset lat, aż do XVI wieku, karmelici bydgoscy zgromadzili pokaźny majątek. Stali się właścicielami Jachcic, dóbr leżących na północny wschód od Bydgoszczy (dzisiaj dzielnica miasta). W skład ich majątku wchodziła wieś, młyn, a także las. Ten ostatni element był narażony na nieustanne grabieże ze strony mieszczan.
Uposażenie klasztoru było wystarczające po temu, aby konwent było stać na zakup kosztownych naczyń i paramentów liturgicznych oraz budowę murowanych obiektów na podwórzu klasztornym. W inwentarzu z 1719 r. zanotowano m.in. monstrancję złocistą z 1660 r. fundacji Jan Odyrowskiego i jego małżonki Eufemii, krzyż, lampę i kielichy, srebro i klejnoty na obrazie NMP, ozdoby i wota na obrazie św. Józefa, lichtarze cynowe oraz wiele ornatów.

### Kościół i zabudowania klasztorne
Pierwotne zabudowania klasztorne, wraz ze świątynią zostały wzniesione do 1408 r. Nic nie wiadomo na temat ich wyglądu. Zostały one częściowo zniszczone podczas pożaru w 1409 r., a następnie odbudowane.

#### Kościół
Świątynia konwentualna istniała już na pewno w 1400 r., gdyż wspomina się ją w dokumencie erekcyjnym. Znajdowała się w północno-wschodnim narożniku całego kompleksu klasztornego. Miejsce, w którym znajdowało się prezbiterium kościoła, przypomina dzisiaj tablica pamiątkowa wmurowana w nawierzchnię deptaku przy ul. Mostowej. W pobliżu kościoła stała wieża-dzwonnica, łącząca się z zabudowaniami klasztornymi.
Kościół konwentualny karmelitów został konsekrowany 8 lipca 1599 r. przez sufragana włocławskiego Franciszka Łąckiego. Była to budowla jednonawowa z ozdobnymi szczytami. W hierarchii ważności zajmowała drugie miejsce po kościele farnym. W 1816 r. w wizji lokalnej kościoła stwierdzono, że znajdowało się w nim dziesięć ołtarzy: siedem w nawie i trzy w prezbiterium.
W II połowie XVIII wieku dla kościoła wykonano reprezentacyjne, rokokowe stalle, z 18 siedziskami, które obecnie znajdują się w bydgoskim kościele farnym.

#### Klasztor
W pracach historyków, przy dotkliwym braku szczegółowego rozpoznania zagadnień związanych z pobytem karmelitów w Bydgoszczy, przyjmuje się, że pierwotne zabudowania klasztorne były drewniane, budowle murowane w stylu gotyckim klasztor uzyskał około połowy XVI wieku, zachowując je bez większych zmian do momentu kasaty zakonu.
Wygląd murowanego klasztoru zbudowanego ok. 1550 r. można odtworzyć na podstawie zachowanych planów. Wzniesiono go w ogrodzie zwanym Jazy, który zakonnicy otrzymali od króla Zygmunta Augusta.
Główny budynek klasztorny wzniesiony na planie podkowy wznosił się między rzeką a kościołem. Miał dwa skrzydła zwrócone ku ul. Mostowej, a obok niego stała wieża w stylu późnego gotyku, zbudowana nieco wcześniej i przeznaczona prawdopodobnie do obrony. Dzięki takiemu przeznaczeniu była ona trzypiętrowa, a na samej górze znajdowała się dzwonnica.
W zasadzie nowy budynek klasztorny utrzymany był w stylu późnogotyckim, jednakże w jego architekturze pojawiły się również elementy renesansu. Na zapleczu, od zachodu ulokowano budynki o przeznaczeniu gospodarczym (stodoła, stajnie, spichlerz, browar, rzeźnia). Dalej w kierunku zachodnim, na terenie zajmowanym dzisiaj przez parking i operę, znajdowały się sady i ogrody klasztorne. W 1716 r. w jego sąsiedztwie utworzono skład soli, przeniesiony z przedmieścia Kujawskiego. Cały ten otoczony murem kompleks tworzył rodzaj przyczółka mostowego.
Z planu sytuacyjnego klasztoru, które wykonały władze pruskie podczas ich rozbiórki wynika, że powierzchnia zabudowań wynosiła około 1150 m², a kubatura budynków klasztornych wieży i kościoła liczyła 12 700 m³. Z wielkości kubaturowych można wnioskować, że klasztor karmelitów był dla ówczesnego miasta obiektem o dość dużej skali i objętości budynków z akcentem wieży o wysokości 21 m.

#### Wieża dzwonnica
Wieża znajdująca się przy klasztorze pełniła początkowo funkcję obronną przy Bramie Gdańskiej, chroniącej dostępu do mostu i miasta lokacyjnego. Wieżę wzniesiono w stylu gotyckim, zapewne w XVI wieku. Jeszcze w XVI wieku włączono ją do zabudowań klasztornych i podwyższono o jedną kondygnację o znacznej wysokości z przeznaczeniem na dzwonnicę. Przy odbudowie zniszczonego klasztoru po potopie szwedzkim wieżę zakończono dachem siodłowym ze szczytami w architekturze polskiego renesansu, w takim samym stylu jak wieża kościoła poklasztornego bernardynów. W 1685 r. nastąpiła uroczysta konsekracja dzwonów, zawieszonych na wieży przez biskupa Piotra Mieszkowskiego. Dzwony otrzymały imiona „Eliasz” i „Piotr”. Na początku panowania pruskiego w Bydgoszczy zasypano dolną część karmelickiej wieży kościelnej przez podniesienie dojazdu na nowy most staromiejski.

#### Odkrycia archeologiczne
W 2002 r. przeprowadzono na placu Teatralnym w Bydgoszczy archeologiczne prace wykopaliskowe, które obejmowały teren dawnego klasztoru karmelitów. Stwierdzono, że obszar ten nie był do chwili ich przybycia zasiedlony, stanowiąc teren zalewowy użytkowany jako łąki i ogrody. Odkryto relikty fundamentów budynków klasztornych wykonane ze spojonych zaprawą wapienną dużych głazów narzutowych. W dwóch wykopach odsłonięto nawarstwienia związane życiem codziennym zakonników. Były to m.in. luksusowe jak na warunki bydgoskie naczynia ceramiczne i szklane oraz różnorakie przedmioty z żelaza, brązu, ołowiu i poroża. Najważniejszym odkryciem było jednak zarejestrowanie wewnętrznej sieci komunikacyjnej klasztoru w postaci dwóch poziomów chodnika, łączącego kościół z budynkami mieszkalnymi. Starszy poziom chodnika złożony był z sosnowych dranic, a poziom młodszy z drobnych kamieni, osadzonych w piaszczystej podsypce i ograniczonych krawężnikami z kamieni polnych. W latach 2008–2009 i 2012-2013 prowadzono badania archeologiczne m.in. na terenie historycznego przykościelnego cmentarza, odsłaniając 621 grobów szkieletowych zachowanych w układzie anatomicznym. Szczególnie ciekawym elementem zaobserwowanego rytu pogrzebowego było odkrycie w 18 pochówkach dzieci, kobiet i mężczyzn darów grobowych w zaświaty w postaci monet. Monety składano w ustach, dłoniach i w okolicy głowy pochowanych w XVI-XVIII wieku staropolskich mieszkańców Bydgoszczy

### Działalność
Klasztor karmelitów w Bydgoszczy nie pozostawił kroniki, w przeciwieństwie do miejscowych konwentów bernardynów i jezuitów. Stąd informacje o jego dziejach są ubogie i fragmentaryczne. Wiadomo, że okresem rozkwitu placówki był XVI i początek XVII wieku. Konwent posiadał pokaźną bibliotekę, a w jego murach jego przebywali wychowankowie Uniwersytetu Krakowskiego. Przy klasztorze działały bractwa kościelne i bursa muzyczna.

#### Działalność duszpasterska
Działalność duszpasterska koncentrowała się przede wszystkim na propagowaniu nabożeństw maryjnych oraz prowadzeniu bractw religijnych.

##### Bractwo Matki Boskiej Szkaplerznej
Bractwo powstało w 1470 r., a jego akt erekcyjny został zatwierdzony przez prowincjała karmelickiej prowincji czesko-polskiej ojca Bernarda. Do władz bractwa należeli mieszczanie bydgoscy, np. Andrzej Miski, Szymon Niedziela i Jakub Kropta. Kult szkaplerza, jako ochrony przed potępieniem rozpoczął się od wizji św. Szymona Stocka w 1251 r., w kolejnych stuleciach papieże potwierdzali mu kolejne przywileje.
Bractwo Szkaplerzne miało skomplikowaną strukturę organizacyjną, ściśle wzorowaną na hierarchii zakonu karmelickiego. Starszy i podstarszy bractwa nosili tytuły przeora i subprzeora; w skład władz bractwa wchodziło również 7 konsyliarzy, których zadaniem było rozstrzyganie spraw organizacyjnych oraz dwóch arbitrów, którzy łagodzili i usuwali spory. Problemami prawnymi, które stawały przed bractwem, zajmowali się natomiast dwaj prowizorowie. Istniały również godności podskarbiego, zakrystiana, prokuratorów, wizytatorów (obowiązanych do opieki nad chorymi członkami bractwa), chorążych, krucyferów, marszałka itd. Nie były to godności tytularne, lecz każda z nich zobowiązywała do wykonywania konkretnych, ściśle określonych czynności.
Oprócz tego rzeczywistego zarządu istniały dwa zespoły protektorów, powoływanych osobno ze stanu duchownego i osobno ze świeckiego. Do protektorów duchownych należał biskup diecezji kujawskiej lub w jego zastępstwie opat cystersów koronowskich, dalej oficjał i proboszcz parafii bydgoskiej i inni duchowni. Do protektorów szlacheckich należał natomiast wojewoda lub kasztelan brzeskokujawski, starosta grodzki bydgoski oraz kilku innych przedstawicieli okolicznej szlachty. Wybrane władze zatwierdzane były przez przeora klasztoru, a stanowisko opiekuna duchownego, czyli promotora bractwa, piastował zawsze jeden z kaznodziejów karmelickich. Przy wstępowaniu do bractwa otrzymywano szkaplerz.
W II połowie XVII wieku Bractwo Szkaplerzne stało się organizacją masową, a jego wpływy sięgały daleko poza mury Bydgoszczy. Terytorialnie sięgało ono na południe po Wągrowiec, na północ zaś po Warmię i Kwidzyn. Bractwo było zamożne, otrzymywało liczne darowizny od protektorów oraz posiadało cztery skarbonki brackie – dwie w Bydgoszczy, jedną w Gnieźnie i jedną w Fordonie. Przyczyną jego popularności był rozwój polskiego kultu maryjnego po potopie szwedzkim oraz czynniki świeckie: możność uczestniczenia w imprezach publicznych i nadzieja na pomoc materialną współbraci. Bractwo utrzymywało własnym kosztem niektóre ołtarze i opłacało malowanie obrazów o treści religijnej.
Najważniejszym dniem dla Bractwa był 16 lipca, święto Matki Bożej, patronki zarówno zakonu, jak i bractwa. Obchodzono go bardzo uroczyście, uświetniając obchody procesją z udziałem wszystkich stanów. Natomiast w Wielki Piątek biczowano się publicznie w kościele karmelitów, wraz z bractwem zdunów i sterników. Po zburzeniu kościoła karmelitów, Bractwo przeniosło się wraz z ołtarzem do bydgoskiego kościoła farnego.

##### Bractwo szyperskie św. Barbary
Bractwo powstało 25 kwietnia 1590 r. Skupiało ono członków bydgoskiego cechu szyprów i sterników wraz z ich rodzinami. Zajmowało się propagowaniem wiary katolickiej wśród swoich członków, a szczególnie uprawianiem kultu św. Barbary. Wedle tradycji święta ta uchodziła za patronkę dobrej śmierci. Jej czciciele, wedle ogólnego przekonania, nie umierali nie dostąpiwszy sakramentów świętych. Sternicy bydgoscy w umowie z karmelitami zobowiązali się do ufundowania ołtarza poświęconego św. Barbarze, który mieli utrzymywać. Karmelici dopuścili członków Bractwa do uczestnictwa w dobrach duchowych zakonu (modlitwy, msze, kazania, pielgrzymki, odpusty), a w zamian otrzymywali stałe wsparcie finansowe. Od bractwa i jego patronki św. Barbary pochodzi dzisiejsza nazwa niewielkiej wyspy na Brdzie, usytuowanej w sąsiedztwie dawnego kompleksu karmelitów.

##### Inne bractwa
Przy klasztorze karmelitów bydgoskich istniały jeszcze dwa inne bractwa, ustępujące jednak wyraźnie szkaplerznemu, zarówno pod względem znaczenia, jak i liczby członków. Jednym z nich było Bractwo św. Józefa erygowane w 1672 r., drugim Bractwo Różańcowe. Bractwo św. Józefa jeszcze w XVII wieku liczyło 126 członków, a jego protektorami były znane osobistości z miasta i okolicy. Bractwo, podobnie jak inne tego rodzaju organizacje karmelitańskiej proweniencji, posiadało rozbudowaną strukturę organizacyjną. Jego członkami i członkiniami były nie tylko miejscowe mieszczki i szlachcianki, lecz także pojedyncze osoby pochodzące z odległych stron, np. z Pakości, Brześcia Litewskiego, Krakowa i Lwowa.
W pierwszej połowie XVII wieku działały przy klasztorze jeszcze inne organizacje, np. Bractwo Opatrzności Bożej, które w 1727 roku uzyskało przywilej od papieża Benedykta XIII oraz Bractwo Opieki Matki Boskiej, które z kolei otrzymało przywilej papieski w 1735 roku od Klemensa XII. Upadek niektórych bractw nastąpił w końcu XVIII wieku, po przejściu Bydgoszczy pod władzę pruską.

#### Działalność naukowa i edukacyjna
Mimo że karmelici stanowili zakon kontemplacyjny, zajmowali się również kształceniem młodzieży, misjami ludowymi i zagranicznymi. W klasztorze prowadzono prawdopodobnie działalność pedagogiczną, jako że przebywali w nim zakonnicy z tytułami naukowymi, uzyskanymi na Akademii Krakowskiej.

##### Działalność naukowa
Źródła pisane informują, że zakon utrzymywał kontakty z Uniwersytetem Jagiellońskim. Karmelita bydgoski Jan Chryzostom Sikorski uzyskał w tej uczelni w 1599 roku stopień bakałarza, a w 1604 r. Łukasz Wojtowicz wydał w Poznaniu u Marcina Wolraba książkę pt. Summariusz starodawnych darów Bożych i odpustów. Dzieło to napisane w języku polskim przeznaczone było dla szerokich kręgów społeczeństwa, a zwłaszcza dla członków bractw kościelnych istniejących przy klasztorach karmelitów. Zawierało m.in. zbiór różnych odpustów i przywilejów przyznanych zakonowi karmelickiemu i przetłumaczonych przez autora z łaciny na język polski oraz pierwszy zarys historii zakonu karmelitów napisany w języku polskim. Pracę swą dedykował Wojtowicz Wojciechowi Mierzyńskiemu herbu Wieniawa, wojskiemu inowrocławskiemu i żupnikowi toruńsko-bydgoskiemu, którego nakładem książka ta się ukazała.

##### Biblioteka
W ciągu kilku wieków istnienia bydgoskiemu klasztorowi udało się zgromadzić bogatą bibliotekę, która nie dorównywała jednak bibliotece bernardynów bydgoskich. Największa liczba ksiąg napłynęła na przełomie XVI i XVII w. Zakonnicy posiadali wtedy co najmniej kilkadziesiąt inkunabułów i kilkaset druków. Zachowane egzemplarze książek z biblioteki karmelickiej znalazły się ostatecznie w księgozbiorze kapituły gnieźnieńskiej. Z księgozbioru tego pochodzą dzieła De civitate Dei św. Augustyna, Homiliarius doctorus Pawła Diakona, Sermones Gabriela Biela, Opera Jana Gersona, Psalterium wydane przez Brunona i Sermones de tempere et de sanctis.

##### Bursa muzyczna
Klasztor karmelicki był spośród bydgoskich ośrodków zakonnych najpoważniejszym krzewicielem kultury muzycznej. Najprawdopodobniej posiadał on skryptorium ksiąg muzycznych. Istniejące przy klasztorze bractwa kościelne występowały podczas różnych uroczystości. Podczas odpustów i zebrań grała kapela, która uświetniała swymi występami wszystkie uroczystości.
W XVII wieku przy klasztorze istniała bursa muzyczna. Uczniowie zapoznawali się w niej nie tylko z muzyką kościelną, lecz ze wszystkimi rodzajami muzyki. Nauka w bursie trwała 7 lat, a świadczenia finansowe ciążące na rodzicach uczniów były wysokie. Po zakończeniu nauki, uczniowie mogli odbywać studia na wyższym poziomie u karmelitów poznańskich, gdzie studiowali teoretyczne traktaty muzyczne oraz uczyli się muzyki współczesnej.

### Ważniejsze wydarzenia w klasztorze
2 czerwca 1420 r. w klasztorze karmelitów pogrzebano Stanisława Bydgostę, któremu przypisywano śmierć męczeńską z ręki pogan lub heretyków. W następnych wiekach próbowano rozwinąć jego kult, który ograniczył się jednak głównie do zakonu karmelitańskiego. Pamiątką po tych wydarzeniach jest zachowany do czasów współczesnych obraz przedstawiający błogosławionego, umieszczony na zapiecku rokokowej ambony, która obecnie znajduje się w bydgoskim kościele farnym.
W 1586 r. zebrała się komisja królewska w celu rozgraniczenia dóbr Jachcice, stanowiących własność karmelitów z dobrami miejskimi. W 1626 r. w klasztorze bydgoskim odbyła się kapituła prowincjonalna. Prowincjałem wybrano o. Paladiusza Herkusa, doktora teologii.
Są podstawy, by sądzić, że od połowy XVII wieku stopniowo upadała dyscyplina i poziom ascetyczny zakonników. Karmelici prowadzili w tym czasie spory z mieszczanami, które znalazły odzwierciedlenie w źródłach pisanych. W 1645 r. przed sądem grodzkim oskarżył zakonników o napad szlachcic Jan Żółwiński wyznania protestanckiego. Z kolei w 1688 r. miał miejsce zatarg między karmelitami i bernardynami o prawa do płaszcza tureckiego, ofiarowanego przez Elżbietę Karwacką.
W XVIII wieku pomiędzy karmelitami a mieszkańcami miasta dochodziło do konfliktów połączonych czasem z rozlewem krwi. 13 listopada 1741 r. doszło do bójki między obywatelem bydgoskim Walentym Warskim a karmelitami, którzy oskarżyli go o kradzież drzewa z lasu klasztornego na Jachcicach. W sprawie tej interweniował bezskutecznie burmistrz bydgoski Jan Nogowski. Z zapisu procesu sądowego wynika, że nielegalnym wyrębem drewna klasztornego zajmowała się dość pokaźna grupa ludzi zamieszkująca przedmieścia, która kradła drzewo na zlecenie możnych osób. Incydenty na tym tle zdarzyły się również w 1767 r., a karmelici oskarżyli przed sądem burmistrza, rajców i całą społeczność miejską, o uszczuplanie dóbr klasztornych i nastawanie na bezpieczeństwo osób duchownych.
Zła atmosfera między zakonnikami i mieszczanami znalazła odzwierciedlenie w kolejnych wydarzeniach, które miały miejsce w 1768 r. Mieszczanie bydgoscy na czele z Gabrielskim, Ossowskim, Niebieskim, Nagrajkowskim, Marszalem i Bakculskim zdewastowali wówczas ogród klasztorny, zniszczyli płoty i zasiewy przepuszczając przez pole zakonników stada bydła.

### Zakonnicy
Na podstawie zachowanych, dość ubogich źródeł trudno odtworzyć skład osobowy i liczebność bydgoskiego konwentu. Podczas wizytacji biskupiej w 1577 r. stwierdzono, że przeorem był Grzegorz Kiełbowita, który miał do pomocy dwóch braci zakonnych: Szymona z Szadka – kapłana i Franciszka z Sandomierza – akolitę, którzy utrzymywali się z jałmużny. W 1586 r. przeorem był Tomasz, któremu towarzyszyli: kaznodzieja Wawrzyniec i bracia: Mateusz i Ambroży. W połowie XVII wieku w klasztorze mieszkało ok. 20 osób, wśród nich zakonnicy oraz służba. Źródła z procesów sądowych w XVIII w. wymieniają przeorów: o. Gerarda od świętego Jakuba (1719, 1741), o. Awertranusa od świętych Piotra i Pawła (1767), o. Urbana od św. Grzegorza (1768). W momencie sekularyzacji w 1816 r., w klasztorze żyło 9 polskich zakonników. W tym czasie w Bydgoszczy mieszkało 2522 katolików i ponad 3300 ewangelików.

### Sekularyzacja
Po przejściu Bydgoszczy pod władzę Królestwa Prus w 1772 r. rozpoczął się schyłkowy okres klasztoru. Biurokratyczny system pruski oraz wpływ ideologii oświecenia podcinały egzystencję bractw kościelnych, a Fryderyk II usiłował doprowadzić do zerwania wszelkiej łączności duchowieństwa z Rzecząpospolitą.
W okresie istnienia Obwodu Nadnoteckiego (1772-1807) karmelici prowadzili długotrwałe spory majątkowe z władzami pruskimi, gdy w związku z budową Kanału Bydgoskiego, przekopano nowy kanał śluzowy i wzniesiono magazyny zbożowe na terenie tzw. Poletka, stanowiącego własność klasztoru (obecnie teren zajęty przez gmach Opery Nova). Przeor klasztoru złożył oficjalną skargę do króla na postępowanie Deputacji Kameralnej, która jednak nie przyniosła zakonnikom żadnego pożytku. Podczas insurekcji kościuszkowskiej karmelici bydgoscy nie poparli powstania, usiłując się przypodobać władzom pruskim. Nie zyskali jednak za ten czyn uznania ani władz, ani społeczeństwa miasta.
Na przełomie XVIII i XIX w. miejscowe władze zamierzały zlikwidować klasztor karmelicki i ulokować w jego murach więzienie. Gwałtowne protesty katolickiej części ludności miasta (i to zarówno Polaków, jak Niemców) zmusiły władze pruskie do ostatecznego zaniechania tych zamiarów w 1801 r. Jednak w 1816 r. konwent został ostatecznie sekularyzowany, a zakonnicy internowani w klasztorze w Oborach.

### Zespół klasztorny po sekularyzacji
Po sekularyzacji klasztoru, w 1817 budynki sprzedano miastu na cele oświatowe za cenę 2080 talarów. W budynku mieszkalnym urządzono wówczas Miejską Szkołę Podstawową dla chłopców, zwaną Szkołą Mostową. Na adaptację budynków i wyposażenie ich na cele oświaty wydano kwotę 7 tysięcy talarów. W 1819 r. ulokowano w nich ewangelickie seminarium nauczycielskie, a od 1831 roku mieścił się tu również przytułek dla sierot i głuchoniemych.
W kolejnych latach mieściła się tu szkoła żeńska, którą w 1884 r. przeniesiono do nowo wybudowanego gmachu przy ul. Konarskiego.
W 1820 r. opuszczony kościół pokarmelicki sprzedano za 5 tys. talarów Johanowi Carlowi Loewemu z przeznaczeniem na budowę teatru. Na przekształcenie obiektu w teatr nie przystały jednak władze pruskie. W tej sytuacji w 1823 r. rozebrano mury kościoła zostawiając jego fundamenty, na których zbudowano gmach teatralny. Wyposażenie kościelne zdemontowano i rozdysponowano dla innych kościołów, zwłaszcza bydgoskiego kościoła farnego, gdzie trafiły stalle, ambona i dwa ołtarze: Matki Boskiej Szkaplerznej i św. Józefa.
Otwarcie Teatru Miejskiego w miejscu wyburzonej świątyni nastąpiło 3 września 1824 r. Koszt prac budowlanych wyniósł 8,5 tys. talarów. W 1835 r. budynek spłonął. Po roku został odbudowany kosztem 8,8 tys. talarów, a w latach 1869–1870, przebudowany za cenę kolejnych 17 tys. marek (6 tys. talarów). 24 marca 1890 r. nastąpił kolejny pożar teatru. Władze miejskie planując budowę od podstaw nowego, reprezentacyjnego gmachu, zdecydowały się na rozbiórkę zabudowań klasztornych. Rozbiórkę tą przeprowadzono w kwietniu i maju 1895 roku, uzyskując ze sprzedaży materiałów rozbiórkowych dochód w wysokości 5,5 tys. marek.
Pozostawiono jedynie dawną wieżę kościelną (dzwonnicę). Podczas wykopów pod fundamenty nowego gmachu naruszono jej kamienne posadowienie, a władze pospiesznie wystąpiły do bydgoskich władz regencyjnych o pozwolenie na jej rozbiórkę. Pruski konserwator zabytków Prowincji Poznańskiej Julius Kohte zlecił jej zachowanie z uwagi na to, że stanowiła symbol Bydgoszczy. Władze miejskie nie czekały jednak na załatwienie wniosku przez władze nadrzędne i 29 czerwca 1895 roku wyburzyły wieżę przy pomocy ładunków wybuchowych. Konsekwencją samowoli ówczesnego magistratu bydgoskiego była sprawa sądowa, która doprowadziła do konieczności wypłaty odszkodowań. Ze świadomym zburzeniem wieży klasztornej znikł ostatni widoczny świadek tego zakonu i równocześnie wykreślono z listy zabytków jeden z obiektów średniowiecznej architektury polskiej w Bydgoszczy.
Rok później na miejscu dawnego kościoła i klasztoru karmelitów ukończono nowy budynek Teatru Miejskiego według projektu Heinricha Christiana Seelinga. Po dawnym klasztorze pozostała tylko nazwa ulicy Karmelickiej, prowadzącej od ul. Focha do Brdy, naprzeciw kościoła farnego oraz relikty wyposażenia świątyni.

## Pietà bydgosko-oborska
Z klasztorem karmelitów w Bydgoszczy wiąże się historia rzeźby Matki Boskiej Bolesnej – Piety obecnej dzisiaj w sanktuarium karmelitańskim w Oborach. Figurka ta powstała według tradycji na miejscu w Bydgoszczy, wyrzeźbiona przez biegłego w sztuce karmelitę. Przez ponad 200 lat, aż do 1605 r. figurka przebywała w bydgoskim kościele karmelitów w ołtarzu głównym, gdzie zasłynęła cudami.
W czasie powstawania nowej placówki zakonnej w Oborach na ziemi dobrzyńskiej bydgoscy karmelici – odpowiedzialni za założenie klasztoru – przywieźli ją ze sobą.
Gdy po kilkunastu latach fundacja oborska usamodzielniła się, część bydgoskich karmelitów wróciła do macierzystego klasztoru, zabierając ze sobą cudowną figurę. W tym momencie rozpoczął się okres kilkunastoletnich przetargów między obu klasztorami o posiadanie Piety. Ostatecznie rzeźba została w 1627 r. na stałe umieszczona w nowym oborskim kościele. W 1966 r. została koronowana przez prymasa Polski kard. Stefana Wyszyńskiego i obecnie jest tam czczona jako Patronka Ziemi Dobrzyńskiej. Jej replika autorstwa artysty rzeźbiarza Aleksandra Dętkosia znajduje się od 1996 w kościele pw. Matki Boskiej Królowej Męczenników w Bydgoszczy-Fordonie.